# 伊丽莎白·斯迈利
伊丽莎白·斯迈利（英語：Elizabeth Smylie，1963年4月11日—），旧姓塞耶斯（Sayers），澳大利亚女子网球运动员。她曾代表澳大利亚参加1988年夏季奥林匹克运动会网球比赛，搭档温迪·特恩布尔获得女子双打铜牌。